# Пенье (Давыдовское сельское поселение)
Пенье — деревня в Кашинском городском округе Тверской области.

## География
Находится в юго-восточной части Тверской области на расстоянии приблизительно 12 км на запад-северо-запад по прямой от города Кашин.

## История
Была отмечена на карте Менде как Федоровская (состояние местности на 1848 год). В 1859 году здесь (деревня Федоровская Кашинского уезда) было учтено 9 дворов. До 2018 года входила в состав ныне упразднённого Давыдовского сельского поселения.

## Население
Численность населения: 87 человек (1859 год), 1 (русские 100 %) в 2002 году, 1 в 2010.